# Думбревешть (Арджеш)
Думбревешть, Думбревешті (рум. Dumbrăvești) — село у повіті Арджеш в Румунії. Входить до складу комуни Дрегану.
Село розташоване на відстані 125 км на північний захід від Бухареста, 17 км на північний захід від Пітешть, 99 км на північний схід від Крайови, 105 км на південний захід від Брашова.

## Населення
За даними перепису населення 2002 року у селі проживали 519 осіб, усі — румуни. Усі жителі села рідною мовою назвали румунську.